# Slapen met John
Slapen met John was een programma van RNN7. Een door de media-ondernemer Leo Houkamp in 2003 opgerichte zender. Het programma stond in het teken van overnachtingsmogelijkheden door het hele land. Elke week neemt John de Wolf een kijkje in verschillende hotels, beddenspecialisten en bungalow-parken.
Slapen met John wordt iedere week op donderdag uitgezonden. Daarna wordt het programma regelmatig herhaald. Het programma is tevens te zien op het internet.

## Seizoen 1: 2007
| Datum van uitzending | Provincies                           |                    |
| -------------------- | ------------------------------------ | ------------------ |
| 17 mei 2007          | Drenthe                              |                    |
| 24 mei 2007          | Overijssel                           | Noord-Holland      |
| 31 mei 2007          | Gelderland                           | Zuid-Holland       |
| 7 juni 2007          | Utrecht                              | Noord-Brabant      |
| 14 juni 2007         | Limburg                              |                    |
| 21 juni 2007         | Overijssel                           |                    |
| 28 juni 2007         | Friesland en Groningen (wadden)      |                    |
| 5 juli 2007          | Groningen                            | Drenthe            |
| 12 juli 2007         | Drenthe                              |                    |
| 19 juli 2007         | Gelderland                           | Friesland (wadden) |
| 26 juli 2007         | Gelderland                           | België             |
| 2 augustus 2007      | Limburg                              | Zeeland            |
| 9 augustus 2007      | Gelderland                           | Drenthe            |
| 16 augustus 2007     | Noord-Holland/Engeland en Gelderland |                    |
| 23 augustus 2007     | België en Limburg                    |                    |
| 30 augustus 2007     | België en Groningen                  |                    |
| 6 september 2007     | Overijssel                           | Friesland (wadden) |
| 13 september 2007    | Limburg en Zuid-Holland              |                    |
| 20 september 2007    | Zeeland                              | Limburg            |
| 27 september 2007    | Gelderland en Utrecht                |                    |
| 4 oktober 2007       | Friesland (Wadden)                   | Friesland          |
| 11 oktober 2007      | Gelderland                           | Zuid-Holland       |
| 18 oktober 2007      | Limburg                              | Noord-Holland      |
| 25 oktober 2007      | Gelderland                           | Noord-Holland      |
| 1 november 2007      | Utrecht en Zuid-Holland              |                    |
| 8 november 2007      | Friesland (wadden) en Limburg        |                    |